# Schola de la Cour Impériale de Vienne

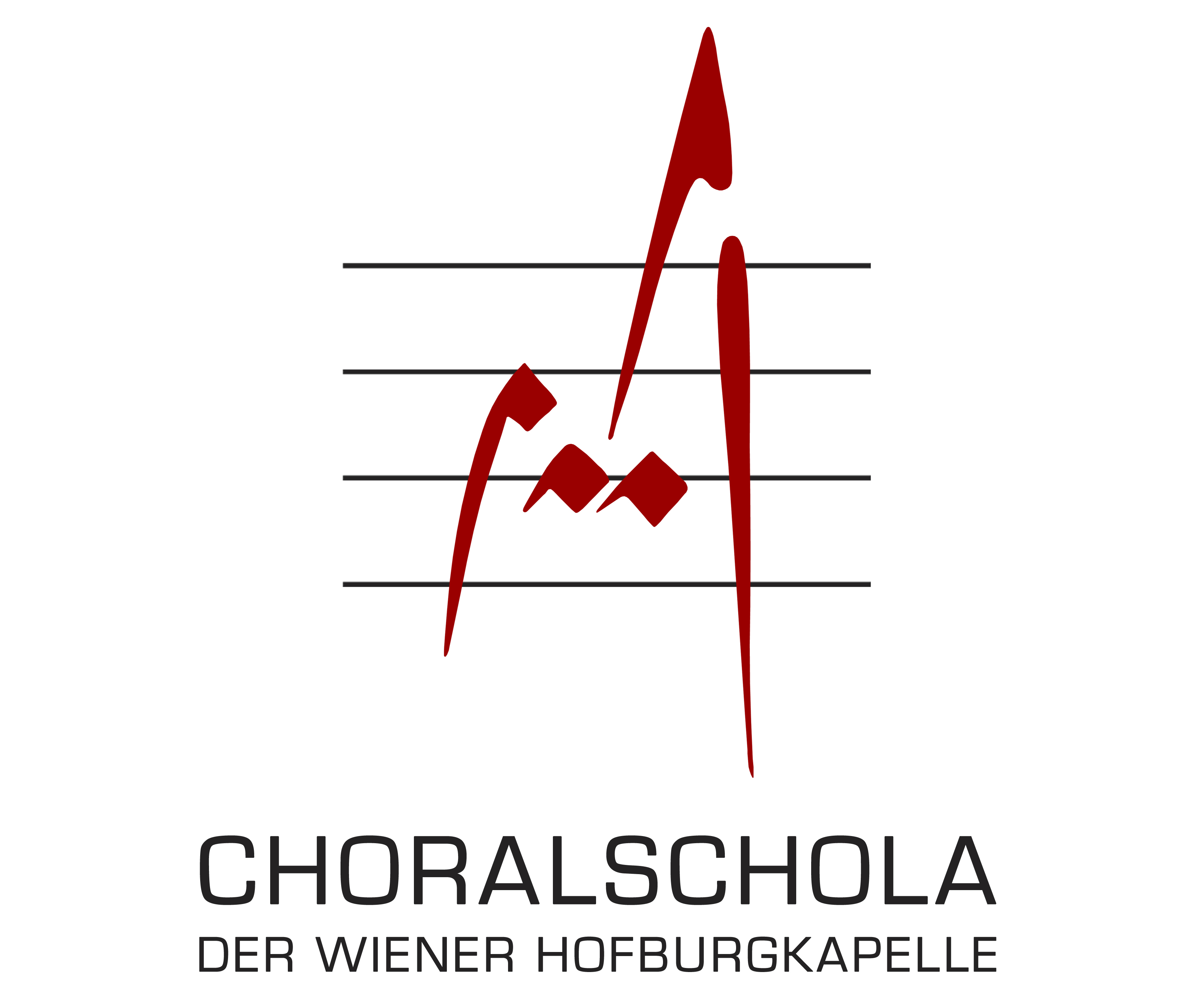

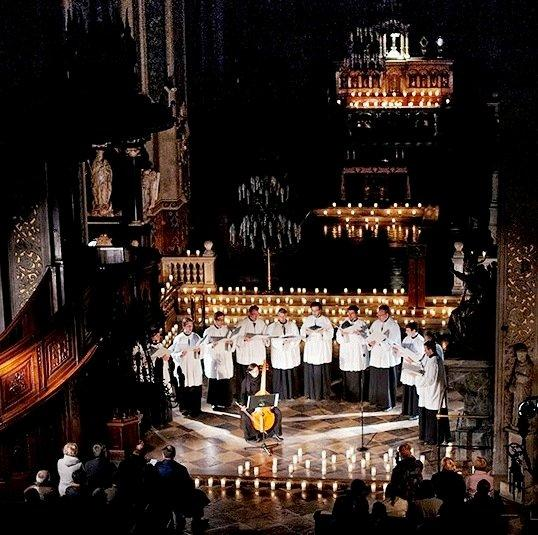
Un concert en collaboration avec viole de gambe dans une église.

La Schola de la Cour Impériale de Vienne (en allemand, Choralschola der Wiener Hofburgkapelle) est un ensemble vocal consacré au chant grégorien ainsi qu'à quelques polyphonies liturgiques. Il s'agit de nos jours de l'une des scholæ grégoriennes les plus importantes qui effectuent l'exécution sémiologique selon les neumes sangalliens authentiques. 

## Histoire

### Fondation et lien avec Solesmes
En 1947, Higinio Anglés, musicologue espagnol, fut nommé directeur de l'Institut pontifical de musique sacrée à Rome. Cet ancien élève de Friedrich Ludwig et de Wilibald Gurlitt n'était pas content de la qualité des éditions existantes de la musique sacrée, notamment insuffisantes dans le contexte scientifique. Période vraiment difficile après la guerre, mais ce « travailleur infatigable » commença à revitaliser et à renouveler la musique liturgique de l'Église. De fait, en 1948, il fit rétablir l'atelier de Solesmes, en faveur d'une nouvelle édition critique du graduel romain. Puis, en qualité du directeur de l'institut, Mgr Anglès présida le premier Congrès international de musique sacré à Rome, en 1950, auquel, pour la première fois, le chant vieux-romain fut identifié par Bruno Stäblein, musicologue allemand. À la suite de son succès, le deuxième congrès était prévu en 1954 à Vienne, et Dr Franz Kosch, spécialiste du chant grégorien, était chargé de le préparer ainsi que présider. En 1952 déjà, il demandait à Dom Joseph Gajard de Solesmes de l'assister avec une conférence sur ce chant.  

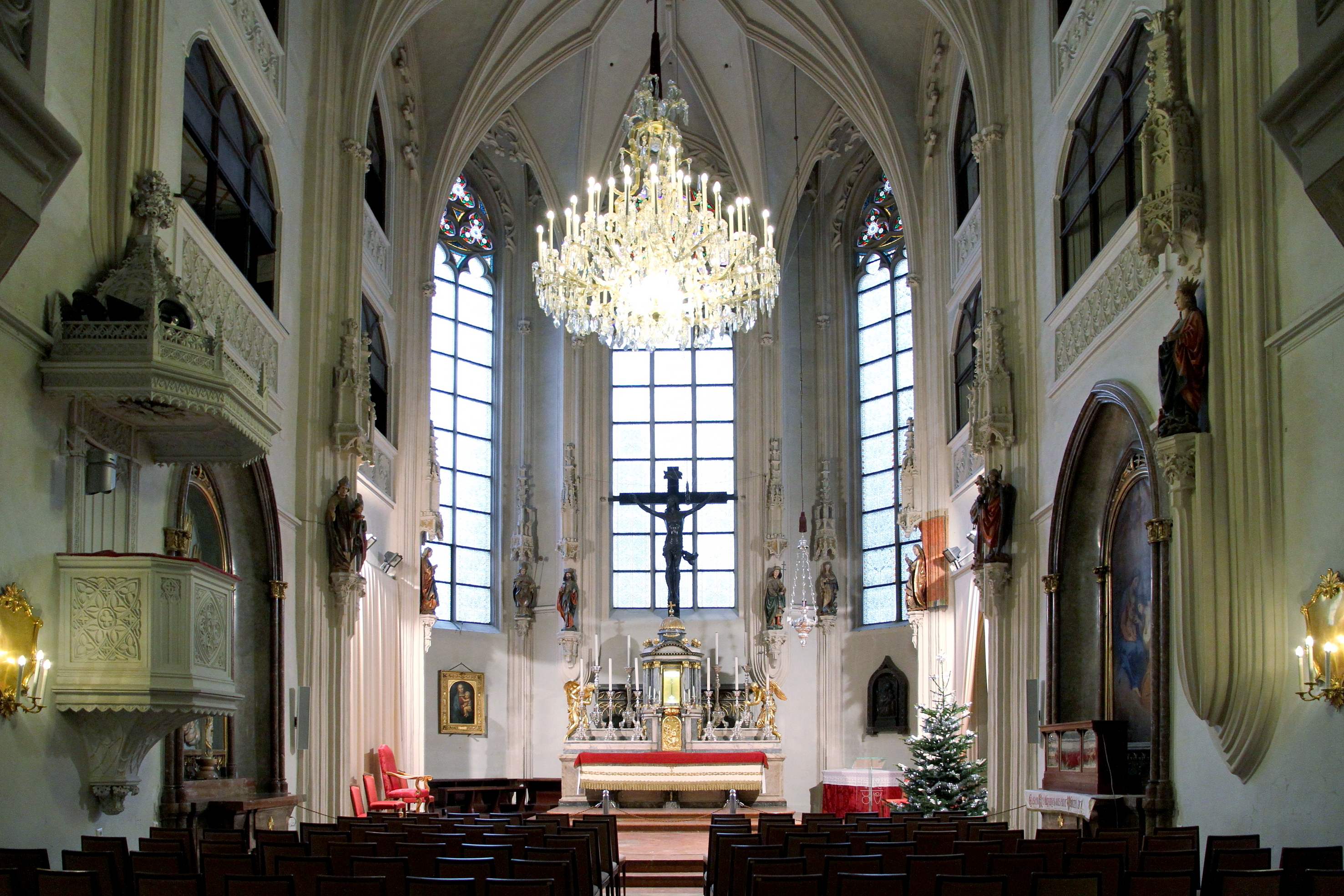
Hofburgkapelle dans laquelle la schola effectue ses services liturgiques le dimanche.

La Schola de la Cour Impériale de Vienne consacrée au chant grégorien fut fondée en 1952, dans cette circonstance favorable, avec un autre ensemble Chorus Viennensis. La fondation fut achevée sous l'initiative du recteur de cette chapelle, Hofburgkapelle, Josef Schnitt ayant sauvé auparavant les Petits Chanteurs de Vienne qui risquaient de disparaître dans les années 1920. Le siège est donc toujours fixé à cette chapelle impériale tandis que ses choristes, comptant dix au début, se composent exclusivement d'anciens membres de ces petits chanteurs jusqu'à nos jours. Le premier directeur fut confié à Josef Julius Böhm, organiste de la chapelle. Mais surtout, ce dernier était le chef de chœur des petits chanteurs sous Josef Schnitt. D'ailleurs, une lettre d'Egon Wellesz exprimait qu'en automne 1952, des livres de chant en grégorien, éditions de Solesmes, furent installés dans cette chapelle, après une visite de Dom Joseph Gajard de Solesmes en mai. 
Puis l'année suivante, Dr Franz Kosch succéda au premier directeur Böhm. Quand bien même la schola exécuterait le chant grégorien sans maître de chapelle, le directeur artistique assure désormais la qualité d'interprétation. D'ailleurs, cette nomination était assez définitive pour que cet ensemble soit étroitement lié à l'abbaye de Solesmes. En effet, cet ancien enfant de chœur de la cathédrale Saint-Étienne de Vienne fréquentait Solesmes afin d'approfondir sa connaissance du chant grégorien. De surcroît, il était l'un des coauteurs de l'œuvre Gregorianischer Choral nach der Schule von Solesmes (Chant grégorien d'après l'école de Solesmes) sorti en 1932. Le directeur enseignait pareillement le chant grégorien auprès du conservatoire du diocèse.    
À cette époque-là, à Solesmes, Dom Eugène Cardine et son équipe étaient en train de renouveler entièrement la connaissance concernant le chant grégorien, avec leur nouvelle science, sémiologie grégorienne, selon laquelle le chant grégorien rétablit sa propre nature : non seulement la racine de toute la musique occidentale mais également le premier sommet de celle-ci. Le chant grégorien devint, encore une fois, un chant vraiment développé, parfois difficile à chanter. 
À la suite de l'arrivée de cette sémiologie, il n'était pas par hasard que la schola viennoise soit devenue éminente dans le domaine du chant grégorien. Car, d'une part, tous les membres sont des musiciens professionnels qui sont capables de réaliser une finesse exceptionnelle d'articulation, notamment en faveur de longs mélismes. D'autre part, depuis leur enfance comme enfant de chœur, ils connaissent aisément la liturgie catholique y compris le latin, qui sont dorénavant indispensables pour l'interprétation sémiologique. D'où, la coïncidence entre la fondation de l'ensemble et la création de la nouvelle science donna naissance à une des schoæ grégoriennes les plus importantes en Europe.
Il faut remarquer un soutien de Herbert von Karajan en faveur de l'usage de l'édition de Solesmes. En 1958, lorsque le chœur de l'opéra d'État de Vienne (Wiener Staatsoper) voulait un concert consacré aux œuvres a cappella sous la direction de Karajan, ce dernier accepta cette proposition à condition que la première partie se compose singulièrement des pièces en grégorien et selon l'édition de Solesmes. Le répertoire fut choisi par Karajan lui-même tandis que seuls les hommes chantèrent le chant grégorien.

### Évolution de la schola
La Choralschola commença son accroissement avec un long soutien du troisième directeur, Josef Schabasser, nommé en 1956. Le prêtre était déjà maître de chapelle de l'église des Augustins. Ce professeur du chant grégorien auprès du conservatoire du diocèse de Vienne aussi gardait un lien étroit avec les abbayes bénédictines de Solesmes ainsi que de Beuron. Après dix ans d'existence, la schola sortit son premier album en 1963, composé de trois disques 33 tours, sous la direction de Dr Schabasser. L'album connaissait une vie exceptionnellement longue, surtout grâce à sa numérisation en 1991.
Celle-ci accueillit de nouveau, en 1973, un musicologue grégorien, Dr Hubert Dopf, comme directeur artistique. Cette nomination était la meilleure, car ce moine était le professeur du chant grégorien à l'Académie de musique (Universität für Musik und darstellende Kunst Wien) depuis 1966 et qu'il s'agissait du meilleur spécialiste en Autriche,. 
Si Dr Dopf prit, en 1986, sa retraite auprès de l'université à l'âge de 65 ans, ce moine conservait encore sa fonction pour la schola. En outre, le directeur lança en 1990 un grand projet. Sa série de l'enregistrement selon le calendrier liturgique fut achevée, en bénéficiant de l'interprétation sémiologique, en manière scientifique et artistique. Le projet pour six CD ne se termina qu'en 1995. Aussitôt cet enregistrement achevé, le plus important de la schola jusqu'ici, ce jésuite quitta sa fonction en tant que directeur. L'album parut en 1997 chez Philips.
L'administration de l'ensemble fut pareillement améliorée en 1994, de sorte que le groupe puisse rester plus commodément, à la suite d'une intégration des musiciens. L'Orchestre de la Cour Impériale de Vienne, ou Wiener Hofmusikkapelle, dispose dorénavant cette schola, deux organistes, les Petits Chanteurs de Vienne, quelques choristes masculins et membres de l'orchestre du l'opéra d'État de Vienne.

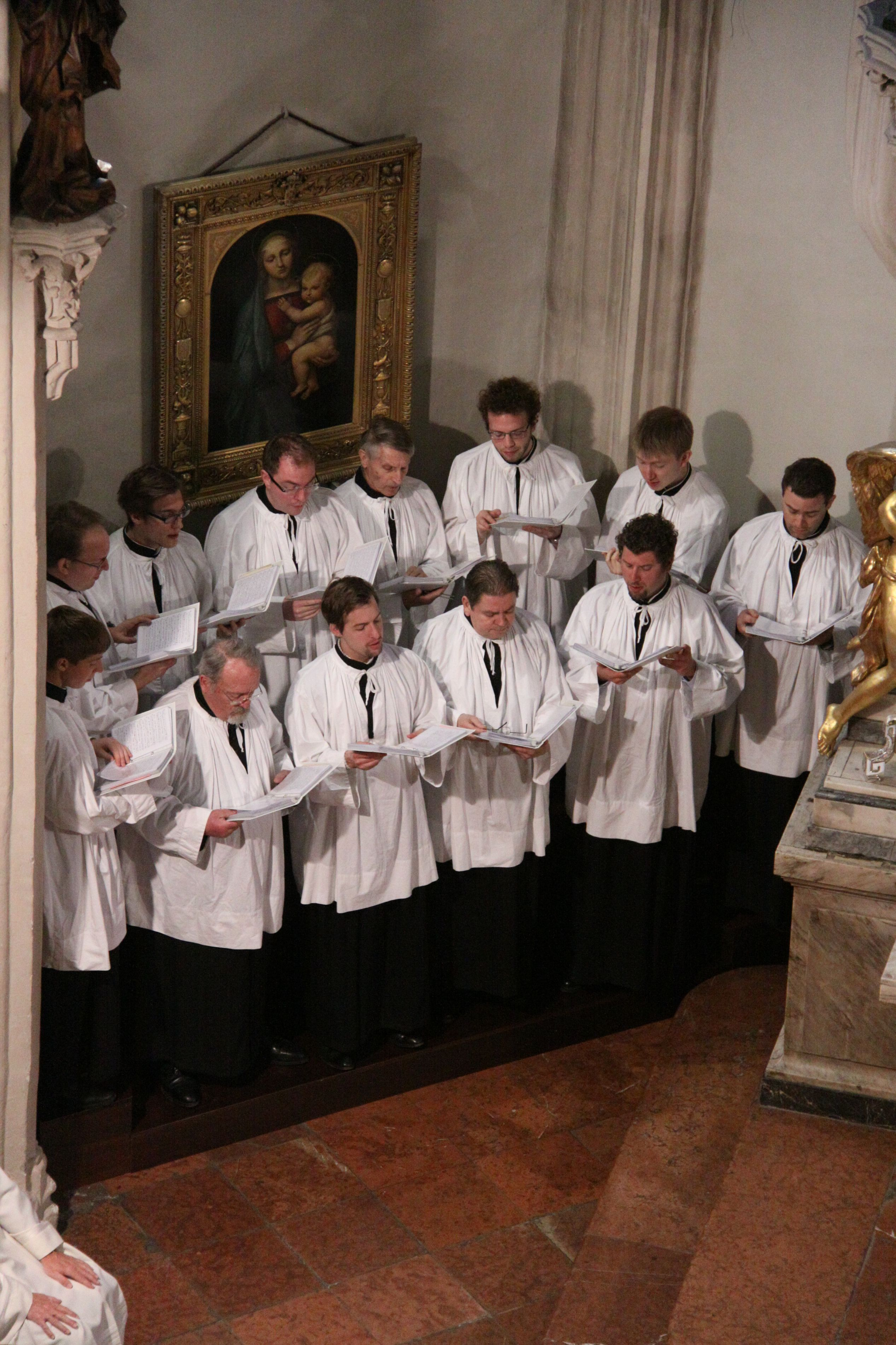
À sa propre chapelle, la schola soutient la célébration dominicale en grégorien, toujours avec les notations neumées en grande taille, soigneusement préparées.

La nomination du directeur est toujours effectuée avec soin. En 2005, Cornelius Pouderoijen, bénédictin, succéda à Thomas Holmes, enseignant auprès du conservatoire du diocèse de Vienne. Tout comme Dr Dopf, Dom Pouderoijen était professeur du chant grégorien à l'université. Grâce à son ordre, ce bénédictin aussi était étroitement lié à l'abbaye de Solesmes, depuis 1978.
En septembre 2012, un nouveau directeur artistique fut nommé. Daniel Mahr est un spécialiste de la musique sacrée et notamment celui du chant grégorien, ayant terminé ses études grégoriennes à l'université de Musique et des Arts de Graz en 2005, avec le prix d'honneur de l'université.

## Deux fonctions
La schola, comptant 25 membres en 2016, est chargée d'effectuer son exécution dans les deux domaines, depuis sa fondation.
D'une part, elle chante le chant grégorien en manière liturgique, lors des offices du dimanche à la Chapelle impériale de Vienne, autrement connue comme Der Wiener Hofburgkapelle, qui fut la chapelle officielle de la maison de Habsbourg. En faveur de cette fonction, la schola chante ce chant liturgique près de l'autel et sans maître de chapelle d'après la tradition ancienne.  
D'autre part, parfois accompagnée d'un instrument ou de récitations, celle-ci n'hésite pas à participer aux concerts, non seulement en Autriche mais également dans toute l'Europe, y compris dans le cadre de festivals. Il s'agit d'une autre fonction importante de sorte que le chant grégorien soit plus connu et accueilli. Cette façon devint plus fréquente à la suite de l'accroissement des exécutions grégoriennes au public, depuis les années 1990.  
Normalement, le chœur se compose de 12 chanteurs lors de la célébration liturgique alors que l'équipe se renforce jusqu'à 15 membres pour les concerts. Donc, la schola connaît la nécessité de l'optimisation de voix, en faveur de ce chant particulier.

## Collaboration
Si la schola gardait sa collaboration, depuis longtemps, avec quelques musiciens viennois tels René Clemencic, Nikolaus Harnoncourt, sa participation restait modeste. L'ensemble respectait strictement son terrain, le chant grégorien et le chant liturgique monodique. En effet, en faveur de la musique après la Renaissance, il existe un autre ensemble Chorus Viennensis. Ce dernier aussi fut créé en 1952, et également se compose exclusivement d'anciens membres des Petits Chanteurs de Vienne. Leurs répertoires sont donc effectivement séparés. 

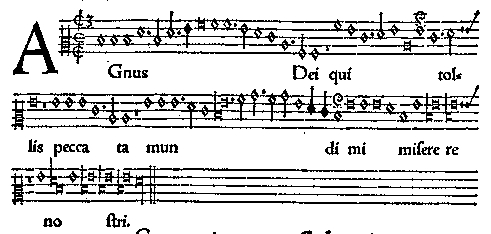
Une notation de Josquin des Prés, publiée en 1502. Une transition de la musique en prose tel le chant grégorien vers la musique contemporaine, mesurée.

Nonobstant, la collaboration avec René Clemencic connut en 2002 une nouvelle étape. Pour l'exécution des œuvres de Josquin des Prés, de Heinrich Isaac, à savoir compositeurs de l'époque de la fondation des Petits Chanteurs par Maximilien Ier, les exécutants adoptèrent les notations mensurales blanches, c'est-à-dire notations sans barres ni armure. En faveur de cette interprétation non mesurée, comme le chant grégorien, la Schola de la Cour impériale est idéale. Étant donné que celle-ci manque de voix aiguë, quelques membres des Petits Chanteurs s'y adjoignirent. En utilisant les mêmes notations à la période où ces œuvres furent composées, l'interprétation de la schola demeure, sans aucun doute, plus proche de ceux que les musiciens chantaient exactement il y a 500 ans.     
Voir aussi la discographie au-dessous.

## Liste des directeurs artistiques
- 1952 - 1953 : Josef Julius Böhm (1907 - † 1984)[5]
- 1953 - 1956 : Franz Kosch (1894 - † 1985)[5]
- 1956 - 1973 : Josef Schabasser (1909 - † 1981)[5]
- 1973 - 1995 : Hubert Dopf (1921 - † 2015)[5]
- 1995 - 2005 : Thomas Holmes[5]
- 2005 - 2011 : Cornelius Pouderoijen[5]
- 2012 - : Daniel Mahr[5]

## Enregistrements

### Discographie

#### Chant grégorien
Depuis sa fondation, l'enregistrement du chant grégorien demeure continuellement l'un des objectifs les plus importants de cette schola. Les albums connaissent plusieurs reproductions, y compris celle du premier sorti en 1963. Cela exprime la qualité de l'exécution et son succès. Non seulement artistiques, mais également ces disques se caractérisent de sa manière scientifique. Depuis longtemps, les notations en usage se précisent en façon critique tandis que l'interprétation sémiologique est respectée. La série selon le calendrier liturgique, qui apparut en 1997, reste l'album principal et le plus important, jusqu'à ce que soit lancé un nouveau projet accordant à la nouvelle édition, vraisemblablement au Graduale novum. En effet, l'ensemble utilise toujours le Graduel romain, édition officielle du Vatican. 
- 1963 : Gregorian Chants for all seasons, Vox 1154852 (3 LP)
1991 : Gregorian Chants for all seasons, Vox 1154852 (version numérique, 2 CD)
2004 : Chants Grégoriens, (1 CD)[16]
- 1983 : Gregorian Chant / Gregorianische Choral (Propriumsgesänge aus dem Graduale Romanum / Missa In Conceptione immaculata Beatæ Mariæ Virginis (8. Dezember), Philips Classics 411140-1 (1 LP) ; 411140-2 (1 CD)
- 1985 : Gregorian Chant / Gregorianische Choral (Propriengesänge aus dem Weihnachtsfestkreis In Nativitate Domini, Philips Classics 416808-1 (1 LP) ; 416808-2 (1 CD)

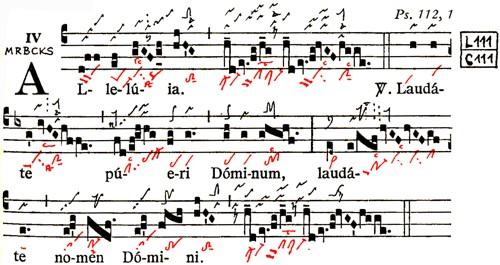
Graduale triplex (1979). L'enregistrement de cette schola est dorénavant effectué selon l'interprétation sémiologique.

- 1991 : Gregorian Chant / Gregorianischer Choral, d'après le Graduale triplex et en manière critique (indiqué comme Graduale Romanum p. 848)[17], Philips Classics 432089 (1 CD)
- 1994 : Canto Gregoriano, enregistrement en 1985, Philips Classics 446374-2 / Amadeus AM061-2DP (1 CD)
- 1997 : série Gregorian Chant for the Church Year de laquelle chaque pièce demeure également critique[18]
  - Christus natus est (Christmas / Weinachten / Noël), enregistrement en 1994, Philips Classics 446088-2 (1 CD)
  - Veni Domine (Advent / Avent), enregistrement en 1994, Philips Classics 446087-2 (1 CD)
  - Resurrexi (Easter / Ostern / Pâques), enregistrement en 1995, Philips Classics 446665-2 (1 CD)
  - Salve Regina (Life of Mary / Marienleben / La vie de Marie), enregistrement en 1995, Philips Classics 446658-2 (1 CD)
  - Jesu, nostre redemptio (Ascension / Himmelfahrt) / Requiem, enregistrement en 1995, Philips Classics 446703-2 (1 CD)
  - Veni Sancte Spiritus (Pentecost / Pfingsten / Pentecôte), enregistrement en 1990, Philips Classics 432089-2 (1 CD)

2001 : Gregorian Chant for the Church Year, Philips Classics - Universal Music 468399-2 (coffret 6 CD)
2011 : Gregorian Chant for the Church Year, Newton Classics - Universal Music 8802039 (coffret 6 CD)
2012 : Gregorian Chant for the Church Year, Decca Virtuoso - Universal Music 4784671 (sélection, 1 CD)

#### Chant grégorien et orgue ou version chorale
Si modeste, la schola adapte à la nouvelle tendance, collaboration avec d'autres genres.
- 1992 : Johann Kaspar Kerll : Orgelwerke, avec Magnificat II et IV en grégorien, collaboration avec Hans Haselböck, Novalis 150094-2 (1 CD)
- 2002 : Salve Regina - Orgelimprovisationem und Gregorianischer Choral, collaboration avec Hans Haselböck, Edition Lade CD040 (1 CD)
- 2005 : La Messe de Tournai / Codex Musical de las Huelgas / Gregorianik (Proprium Dominica Adventus IV), collaboration avec René Clemencic et Clemencic Consort, Oehmus Classics OC361 (1 CD)

#### Œuvres tardives
Le nom de la Schola de la Cour Impériale de Vienne se trouve également dans plusieurs disques de la Renaissance, de la musique baroque et de la classique. Assez vraisemblablement, leur rôle reste donner l'articulation correcte aux morceaux liturgiques dans ces œuvres, au lieu des membres principaux de chœur. Entre 1952 et 1992, ils participèrent aux :  
- 1964 : Anonyme à Beauvais, Ludus Danielis, drame liturgique musical du XIIe siècle, avec René Clemencic, Ensemble Musica antiqua de Vienne
- 1977 : Carl Orff, Carmina Burana, version originale et intégrale, volume 5, Plaintes mariales du jeu de la Passion, avec René Clemencic, Clemencic Consort, Harmonia Mundi HM339 (1 LP)
- 1987 : Claudio Monteverdi, Vespro della Beata Vergine, enregistrement en direct du Festival à la cathédrale Saint-Gilles de Graz en 1986, avec Nikolaus Harnoncourt, Arnold Schoenberg Chor, Concentus Musicus Wien et le reste, Teldec 6.35710 EX (2 LP) ; 8.35710 ZA (2 CD)
- 1987 : Wolfgang Amadeus Mozart, Krönungsmesse (Messe du Couronnement), Vesperæ solennes de confessore, avec Nikolaus Harnoncourt, Arnold Schoenberg Chor, Concentus Musicus Wien et le reste, Teldec 6.43535 AZ (1 LP) ; 8.43535 ZM (1 CD)
- 1988 : Claudio Monteverdi, Vespri di S. Giovanni Battista (restaurées par Frits Noske) avec des versets, répons, antiphones, hymnes liturgiques, enregistrées en décembre 1987 et mars 1988 en faveur du Festival de musique ancienne d'Utrecht, en tant que Chorus Viennensis sous la direction de Hubert Dopf, avec Gustav Leonhardt, Nederlands Kamerkoor et le reste, Philips Classics 422074-2 (1 CD)
- 1991 : Wolfgang Amadeus Mozart, Missa Solemnis Dominicus, Vesperæ de Dominica, avec Nikolaus Harnoncourt, Arnold Schoenberg Chor, Concentus Musicus Wien et le reste, Teldec 2292-46469-2 (1 CD)
- 1992 : Wolfgang Amadeus Mozart, Missa Solemnis, Antonio Salieri, Te Deum, avec Ingomar Rainer, Orchestre de Wiener Akademie, Martin Haselböck et le reste, Novalis 150087-2 (1 CD)
.........

- 2009 : Hans Kotter, Josquin des Prés, Heinrich Isaac, Jacob Obrecht, Paul Hofhaimer, Pierre de La Rue, Constanzo Festa, Ludwig Senfl et chant grégorien, Festkonzert anläslich des 550. Geburtstages von Kaiser Maximilian I., avec René Clemencic, Clemencic Consort, Petits Chanteurs de Vienne, enregistrement en direct à la cathédrale Saint-Georges de Wiener Neustadt le 26 octobre
.........
voir aussi le site officiel

#### Anniversaire
Ces disques particuliers indiquent que la schola n'oublie jamais son premier répertoire, chant grégorien.
- 2002 (50 ans) : In te speravi / Kartause Aggsbach, chant grégorien et texte de Hermann Hesse (lecture de Sonja Sutter), disque spécial (1 CD)
- 2012 (60 ans) : Ave crux, spes unica !, chant grégorien et œuvre de Diego Ortiz (1553), collaboration avec Maria Valencia Cuberos, disque spécial (1 CD)

### Dans le film
Le film Anges et Démons (2009) profitait de certains enregistrements de cet ensemble.

## Voir aussi

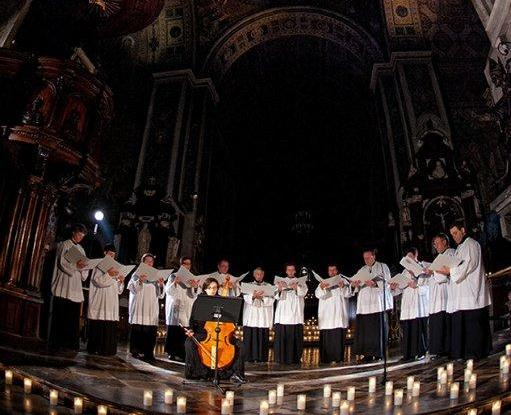
S'ils sont spécialistes du chant liturgique depuis leur service auprès des Petits Chanteurs de Vienne, l'exécution du chant grégorien est toujours optimisée avec entre 12 et 15 chanteurs.